# Akysis maculipinnis
Akysis maculipinnis е вид лъчеперка от семейство Akysidae.

## Разпространение
Видът е разпространен в Тайланд.

## Описание
На дължина достигат до 3,1 cm.